# ABC-kalkyl
ABC-kalkyl, från engelskans Activity Based Costing, är en typ av självkostnadskalkyl. På svenska är dess fullständiga namn aktivitetsbaserad kostnadskalkyl.

## Översikt
Traditionell svensk kostnadskalkylering bygger på att bestämma en kostnadsbärare och identifiera dess direkta kostnader. Omkostnader har sedan samlats på kostnadställen, och lagts på med en given procentsats på de direkta kostnaderna, så kallad påläggskalkylering.
ABC-kalkylering bygger istället på att lokalisera vilka aktiviteter som skapar kostnader åt en kostnadsdrivare. Den brukar kallas processinriktad, det vill säga den följer de händelser som kostnadsdrivaren orsakar. 
Den bygger på tre premisser:
- Organisationens mål är att producera tjänster eller varor
- Det som produceras har egenskaper vilka ger upphov till aktiviteter
- Dessa aktiviteter fordrar ekonomiska resurser och kostar i sin tur pengar.

I samband med produktion är det inte säkert att produkten är kostnadsdrivare för alla aktiviteter, på det sätt som är vanligt för kostnadsbärare inom traditionell kalkylering. Exempelvis kan en kundorder koppla aktiviteter direkt till ordern, likaväl som till de sålda produkterna. Det kan därför vara svårt att avgöra vilken kostnadsdrivare som orsakar en viss aktivitet.
ABC-kalkylen är framför allt ett sätt att fördela omkostnader. Direkt material (om det finns) fördelas fortfarande direkt på produkten. Direkt lön ingår i olika aktiviteter som oftast också är beroende av produkten. Det finns även en grupp omkostnader, så kallade företagsstödjande kostnader, som gäller hela företaget och som regel inte kan fördelas på någon kostnadsdrivare.